# Radnice v Bučovicích
Radnice v Bučovicích na náměstí Svobody je památkově chráněnou budovou, či spíše souborem budov, tvořících městský blok. Hlavní budova, umístěná přímo na náměstí, je pozdně barokní stavba z roku 1772. K ní jsou v zadním traktu po obou stranách přistavěna křídla bývalé továrny bučovického továrníka Strakosche. Tato křídla zadního traktu byla počátkem 20. století přestavěna na novou radnici. Budova radnice je sídlem úřadu města Bučovic.

## Historie
V pozdně barokní budově z roku 1772 žila koncem první poloviny 19. století rodina Strakoschů, židovských podnikatelů ve vlnařském a tkalcovském průmyslu. Poté, co Salomon Strakosch získal povolení k postavení továrny, přistavěl k budově zezadu, v místě zahrady, tovární křídla. V roce 1910 budovu s již nefunkční manufakturou i s pozemkem zakoupilo město k přestavbě na novou radnici, neboť stará radnice na náměstí č.p. 31 přestala svou velikostí vyhovovat. Tovární objekty byly zbořeny a k budově Strakoschova domu byl přistavěn nový zadní trakt, obsahující novou radnici, obchody a poštu. Barokní objekt č. p. 823 byl v roce 1958 zapsán na seznam kulturních památek pod označením „radnice“.

## Architektonický popis
Budova Strakoschova domu je pozdně barokní, rekonstruovaná při stavbě nového zadního traktu v letech 1910–1914. Zadni trakt je první kubistickou stavbou na Moravě, navrženou a realizovanou architektem Jaroslavem Syřištěm.

## Galerie

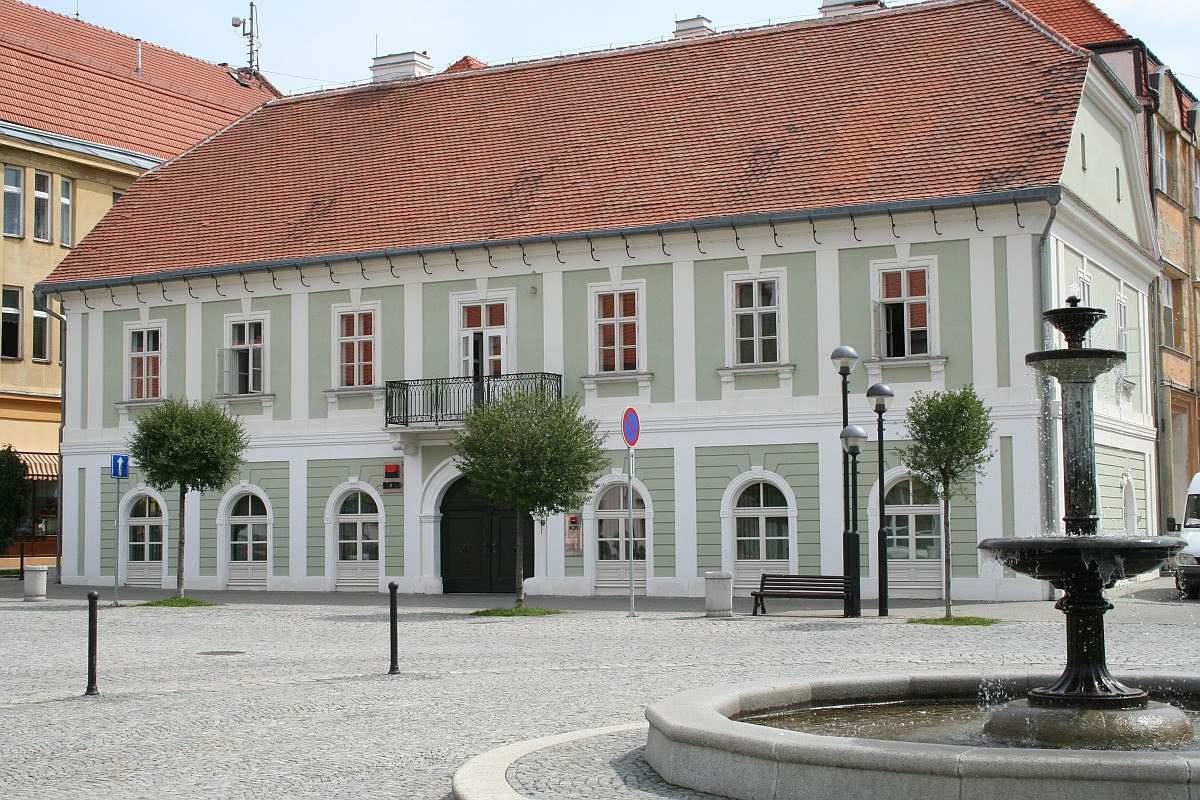
Budova radnice v Bučovicích – Strakoschův dům
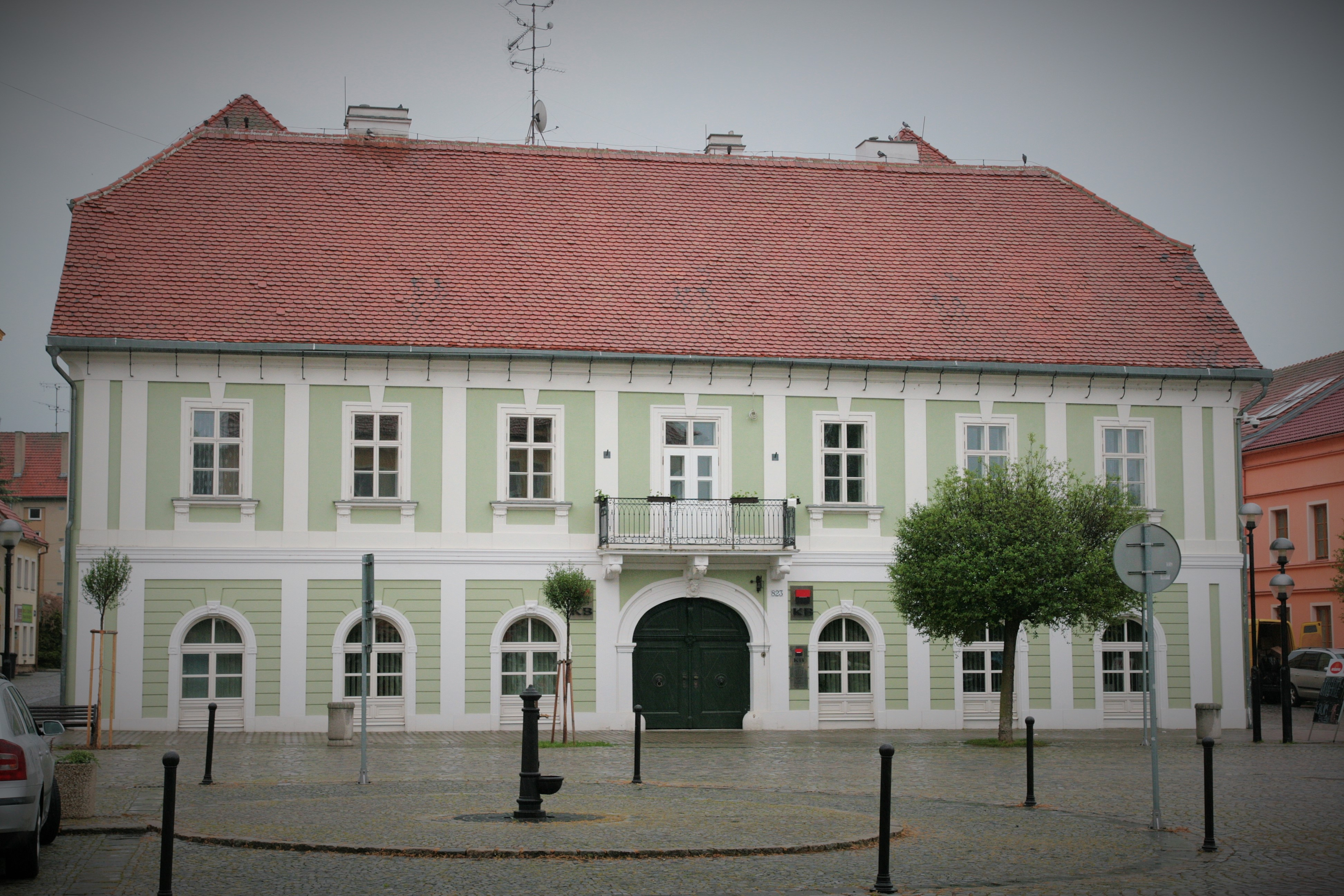
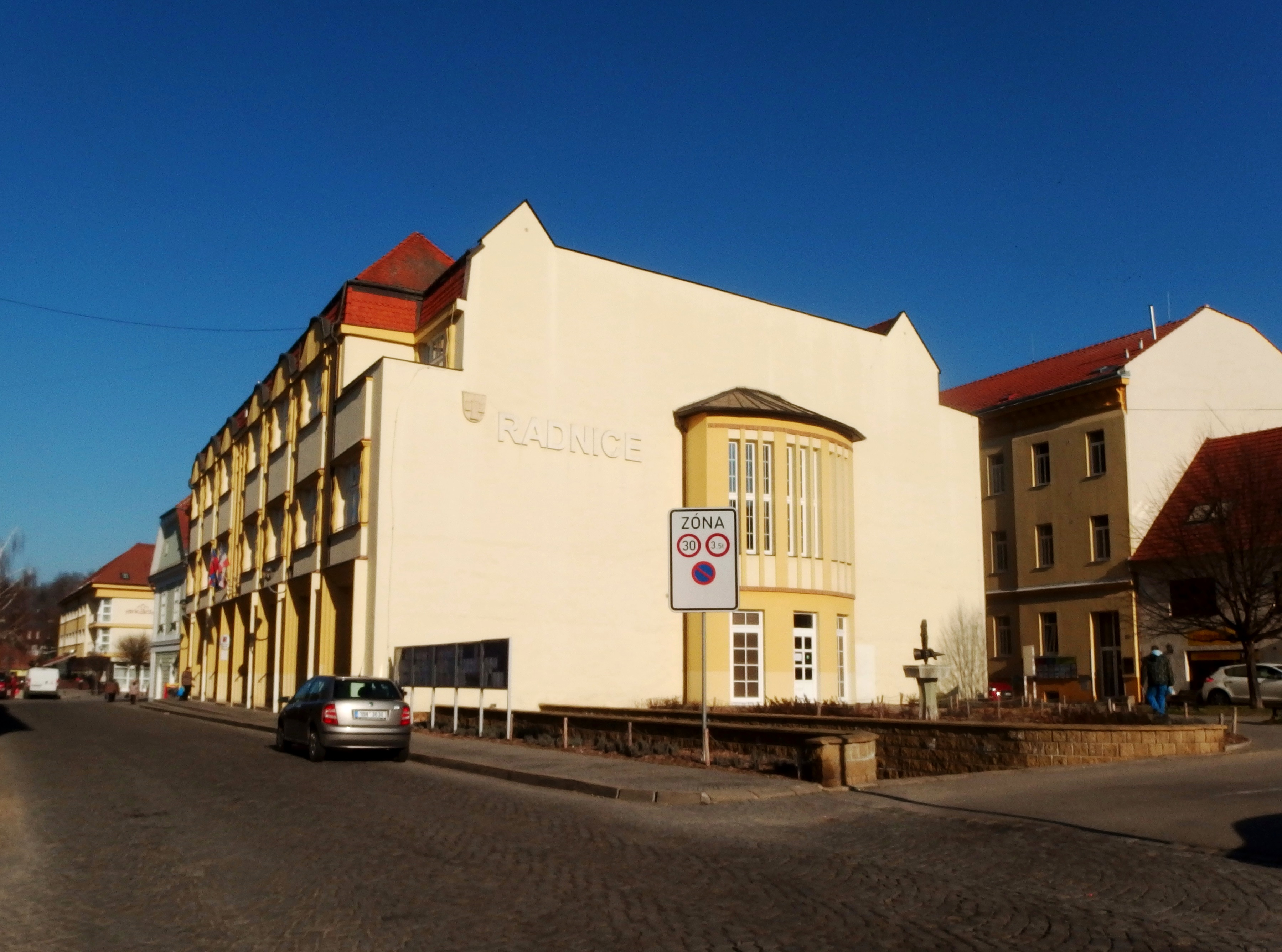
Budova radnice v Bučovicích – zadní trakt, kubistická přístavba